# 1971-es síkvízi kajak-kenu világbajnokság
Az 1971-es síkvízi kajak-kenu világbajnokságot a jugoszláviai Belgrádban rendezték 1971-ben. Ez a kilencedik kajak-kenu világbajnokság volt. A magyar csapat az éremtáblázaton a második helyezést érte el összesítésben.

## Éremtáblázat
*   Rendező
  *   Magyarország
| Helyezés | Ország        | Arany | Ezüst | Bronz | Összesen |
| -------- | ------------- | ----- | ----- | ----- | -------- |
| 1.       | Szovjetunió   | 7     | 2     | 6     | 15       |
| 2.       | Magyarország  | 4     | 5     | 2     | 11       |
| 3.       | Románia       | 2     | 2     | 5     | 9        |
| 4.       | NSZK          | 2     | 2     | 1     | 5        |
| 5.       | NDK           | 1     | 1     | 2     | 4        |
| 6.       | Svédország    | 1     | 1     | 0     | 2        |
| 7.       | Lengyelország | 1     | 0     | 0     | 1        |
| 8.       | Ausztria      | 0     | 1     | 0     | 1        |
| 8.       | Belgium       | 0     | 1     | 0     | 1        |
| 8.       | Csehszlovákia | 0     | 1     | 0     | 1        |
| 8.       | Hollandia     | 0     | 1     | 0     | 1        |
| 8.       | Norvégia      | 0     | 1     | 0     | 1        |
| 13.      | Bulgária      | 0     | 0     | 2     | 2        |
| Összesen | Összesen      | 18    | 18    | 18    | 54       |

## Eredmények

### Férfiak

#### Kenu
| Versenyszám | Arany                                               | Arany   | Ezüst                                          | Ezüst   | Bronz                                         | Bronz   |
| ----------- | --------------------------------------------------- | ------- | ---------------------------------------------- | ------- | --------------------------------------------- | ------- |
| C1 500 m    | Detlef Lewe · NSZK                                  | 2:03,0  | Wichmann Tamás · Magyarország                  | 2:03,5  | Ivan Patzaichin · Románia                     | 2:04,3  |
| C1 1000 m   | Detlef Lewe · NSZK                                  | 4:12,9  | Tatai Tibor · Magyarország                     | 4:16,3  | Vladas Česiūnas · Szovjetunió                 | 4:16,5  |
| C1 10 000 m | Wichmann Tamás · Magyarország                       | 49:22,1 | Vaszil Jurcsenko · Szovjetunió                 | 49:24,6 | Lipat Varabiev · Románia                      | 51:12,2 |
| C2 500 m    | Georghe Danielov · Gheorghe Simionov · Románia      | 1:50,8  | Jurij Lobanov · Vlagyimir Pankov · Szovjetunió | 1:51,0  | Viktor Bojcsev · Fegya Damjanov · Bulgária    | 1:51,1  |
| C2 1000 m   | Wichmann Tamás · Petrikovics Gyula · Magyarország   | 3:46,0  | Ivan Patzaichin · Serghei Covaliov · Románia   | 3:48,2  | Viktor Bojcsev · Fegya Damjanov · Bulgária    | 3:49,2  |
| C2 10 000 m | Naum Prokupec · Alekszandr Vinogradov · Szovjetunió | 44:30,0 | Hingl László · Cserha István · Magyarország    | 44:32,0 | Serghei Covaliov · Vicol Calabiciov · Románia | 44:33,0 |

### Nő

#### Kajak
| Versenyszám | Arany                                                                                          | Arany  | Ezüst                                                                         | Ezüst  | Bronz                                                                  | Bronz  |
| ----------- | ---------------------------------------------------------------------------------------------- | ------ | ----------------------------------------------------------------------------- | ------ | ---------------------------------------------------------------------- | ------ |
| K1 500 m    | Ljudmila Pinajeva · Szovjetunió                                                                | 2:02,9 | Mieka Jaapies · Hollandia                                                     | 2:03,5 | Petra Setzkorn · NDK                                                   | 2:04,4 |
| K2 500 m    | Pfeffer Anna · Hollósy Katalin · Magyarország                                                  | 1:51,6 | Petra Setzkorn · Petra Grabowski · NDK                                        | 1:51,8 | Tamara Popova · Jekatyerina Kurizsko · Szovjetunió                     | 1:52,5 |
| K4 500 m    | Jekatyerina Kurizsko · Natalja Bojko · Julija Rjabcsinszkaja · Ljudmila Pinajeva · Szovjetunió | 1:41,2 | Renate Breuer · Roswitha Esser · Irene Pepinghege · Heiderose Wallbaum · NSZK | 1:42,6 | Petra Setzkorn · Marion Grupe · Bettina Müller · Petra Grabowski · GDR | 1:43,6 |

## A magyar csapat
Az 1971-es magyar vb keret tagjai:
| férfiak kajak | férfiak kajak                                           | férfiak kajak |
| ------------- | ------------------------------------------------------- | ------------- |
| K1 500 m      | Hesz Mihály                                             | Bronzérem     |
| K2 500 m      | Cseh Ferenc Hazsik Endre                                | 4.            |
| K1 1000 m     | Völgyi Péter                                            | 9.            |
| K2 1000 m     | Deme József Rátkai János                                | 4.            |
| K4 1000 m     | Szabó István Várhelyi Péter Bakó Zoltán Csapó Géza      | Bronzérem     |
| K1 10 000 m   | Völgyi Péter                                            | Ezüstérem     |
| K2 10 000 m   | Szöllősi Imre Várhelyi Péter                            | 13.           |
| K4 10 000 m   | Giczy Csaba Timár István Mészáros György Vargha Csongor | Ezüstérem     |
| K1 4 × 500 m  | Csapó Géza Szabó István Giczy Csaba Hesz Mihály         | Aranyérem     |

| férfi kenu  | férfi kenu                       | férfi kenu |
| ----------- | -------------------------------- | ---------- |
| C1 500 m    | Wichmann Tamás                   | Ezüstérem  |
| C2 500 m    | Pfeiffer János Soltész Árpád     | 4.         |
| C1 1000 m   | Tatai Tibor                      | Ezüstérem  |
| C2 1000 m   | Wichmann Tamás Petrikovics Gyula | Aranyérem  |
| C1 10 000 m | Wichmann Tamás                   | Aranyérem  |
| C2 10 000 m | Hingl László Cserha István       | Ezüstérem  |

| nők      | nők                                                     | nők       |
| -------- | ------------------------------------------------------- | --------- |
| K1 500 m | Pfeffer Anna                                            | 4.        |
| K2 500 m | Pfeffer Anna Hollósy Katalin                            | Aranyérem |
| K4 500 m | Tőzsér Ilona Zakariás Mária Rozsnyói Katalin Mózes Anna | 4.        |

Svidró József néhány nappal a vb előtt tüdőgyulladása miatt kikerült a csapatból, helyette Hesz Mihály indult kajak egyes 500 méteren.